# Cymdeithas yr Iaith Gymraeg

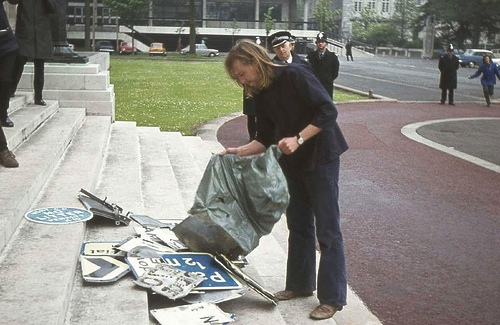
Demonstranter lämnar engelskspråkiga vägskyltar vid trappan till Welsh Office i Cardiff.

Cymdeithas yr Iaith Gymraeg, (engelska: The Welsh Language Society), ofta bara Cymdeithas eller Cymdeithas yr Iaith är en förening som propagerar för kymriskans framtid. Föreningen grundades 1962 och var delvis ett resultat av Saunders Lewis tal i radio angående kymriskans framtid, där han förutspådde kymriskans död, om inga åtgärder vidtogs. Föreningen propagerar med hjälp av direkt aktion och icke-våld, bland annat för att ge kymriskan officiell status. Tidigare kampanjer har lett till tvåspråkiga vägskyltar och införandet av S4C, en kymriskspråkig tv-kanal.